# Stoica Nicolaescu
Ștefan-Stoica Nicolaescu (n. 25 martie 1878, Crușova – d. 20 octombrie 1941) a fost un cercetător român în domeniul arheologiei, slavist și eseist, care și-a dedicat energia scoțând la iveala izvoade nestemate ale istoriei neamului. A participat la interpretarea și punerea în valoare a mărturiilor  dobândite pe șantierele arheologului Constantin Pârvan în Dobrogea. Specialist mai ales în istoria slavilor sud dunăreni, bun cunoscător al textelor slave și slavo-romane, a putut aduce dovezi asupra unității și coeziunii populației locuitoare pe aceste meleaguri. Neîntrecut în interpretarea documentelor slavone ale epocii medievale, a dedicat mai multe călătorii la Sf. Munte Athos, unde a descoperit manuscrise importante, ocupându-se apoi de publicarea și interpretarea acestora. În 1905 publică “Documente slavo-române cu privire la relațiile Țării Românești și Moldovei cu Ardealul în sec. XV și XVI”, lucrare premiată de Academia Română. Academia Bulgară i-a acordat calitatea de membru corespondent. Deși ne-a părăsit prematur, Ștefan Stoica Nicolaescu rămâne  o personalitate puternică în istoriografia românească și  un neobosit întregitor de verigi doveditoare ale lanțului de neîntrerupte fapte ale strămoșilor noștri.

## Viața

### Copilăria și studiile
S-a născut într-o veche familie de aromâni, ai căror străbuni se numărau printre cei mai vajnici apăratori ai libertății și onoarei românilor macedoneni. Din cauza persecuțiilor autorităților otomane, consecință a atitudinii patriotice a familiei, părinții s-au stabilit în nordul Dunării, la Craiova, iar apoi la Caracal. Clasele primare și liceul, viitorul istoric le-a făcut la Craiova, iar studiile universitare în București.
Dupa studiile făcute în România, St. Stoica Nicolaescu a urmat cursuri de specialitate la universitățile din Sofia, Belgrad și apoi și-a susținut doctoratul la Praga, dedicându-se limbilor slave, domeniu în care a excelat fără egal.

### Participarea la Primul Război Mondial
A făcut campania din 1913 și războiul de întregire din 1916-1918. În timpul acestui război, St. Stoica Nicolaescu s-a distins și a fost decorat pentru bravura arătată pe câmpul de luptă, primind Steaua României cu spade, în gradul de cavaler, cu panglica de Virtute Militară, Coroana României cu spade în gradul de cavaler, Crucea comemorativă cu baretele “Carpați”, Medalia Victoriei  și Ordinul Sfânta Ana, înmânat de însuși țarul Rusiei.
Ca recunoaștere a profesionalismului și a integrității de caracter, a fost ales în corpul tehnic de lingviști ce a funcționat în timpul tratatului de pace de la Versailles, cu care s-a încheiat prima conflagrație mondială.

### Activitatea didactică și de cercetare
A fost profesor la liceele Matei Basarab și Principele Carol. A fost profesor titular al Catedrei de Limbi slave a Școlii superioare de Răsboi, profesor la Școala de Artilerie, Geniu și Marină, profesor de limba română și istorie la Școala Pregătitoare de Ofițeri, și a ocupat funcția de inspector în Ministerul Cultelor și Artelor, translator pentru limbi slave al Academiei Române și al Arhivelor Statului.
Cercetător al arhivelor din Franța, din Grecia și, în special, al arhivelor din Ungaria, Serbia, Bulgaria și Turcia, a alcătuit și publicat o bogată colecție de documente și copii fotografice.
A participat la interpretarea și punerea în valoare a mărturiilor dobândite pe șantierele arheologului Constantin Pârvan în Dobrogea. Specialist mai ales în istoria slavilor sud dunăreni, bun cunoscător al textelor slave și slavo-romane, a putut aduce dovezi asupra unității și coeziunii populației locuitoare pe aceste meleaguri. Neîntrecut în interpretarea documentelor slavone ale epocii medievale, a dedicat mai multe călătorii la Sf. Munte Athos, unde a descoperit manuscrise importante, ocupându-se apoi de publicarea și interpretarea acestora. În 1905 publică “Documente slavo-romane”, lucrare premiată de Academia Română.

## Afilieri
Stoica Nicolaescu a fost membru al mai multor societăți științifice: Societatea Regală Română de Geografie, Societatea Numismatică Română, Societatea Istorico-Arheologică bisericească din Chișinău, Institutul de Arheologie bulgară din Sofia. De asemenea, Academia Bulgară i-a acordat calitatea de membru corespondent.

## Lucrări publicate
- Românii macedoneni (conferință ținută la Congresul Studențesc, 1899), București, 1899.
- Vlah, cuțovlah, țânțar și bârzovlah, București, 1902.
- Despre Cnejii Români,  București, 1902.
- Ajutoare bănești date de către domnitorii și boierii Țării Românești și ai Moldovei, schiturilor și mânăstirilor din Sf. Munte, în „Convorbiri Literare”, XXXVI, (1902), p. 958-960.
- Înțelesul câtorva cuvinte slavone, în „Convorbiri Literare”, XXXVI, (1902), p. 1142-1144.
- Hrisov al Radului Vodă de la Afumați, în „Convorbiri Literare”, XXXVI, (1902), p. 1036-1044.
- Un hrisov de la Radu Vodă de la Afumați, Uric de la Ștefan Tomșa, Hrisov de la Alexandru Voevod, fiul lui Mircea cel Bătrân, în “Convorbiri Literare”, XXXVI, (1902), p. 863-864.
- Documente slavo-române cu privire la relațiile Țării Românești și Moldovei cu Ardealul în sec. XV și XVI, București, 1905, VII+368 p. in 80  (premiată de Academia Română).
- Un prețios hrisov cu privire la Radul Vodă de la Afumați sau Radul Vodă cel Viteaz, în „România Nouă”, I (1907), p. 389-393.
- Radu Negru și urmașii săi, în „România Nouă”, I (1907), nr. 11-12, p. 449-463.
- Zapisul Ilincăi, fiica lui Nicolae Pătrașcu Voevod, în „România Nouă”, I (1907), nr. 4 p. 171-173.
- Diata Ilincăi nepoata lui Mihai Viteazul, în „România Nouă”, I (1907), nr. I, p. 35-43.
- Două hrisoave de la Alexandru Aldea 1431-1435, Iași, 1907.
- Casa Muzău Regele Carol I din satul Poradim, de Capceff, Sofia 1906 (traducere din limba bulgară de Stoica Nicolaescu), București, 1900 , VIII+298 p. in 40 .
- Letopisețul Țării Românești, în „Revista pentru Istorie, Arheologie și Filologie”, XI (1909), partea I, p. 97-186; partea II, p. 347.
- Documentele istorice cu privire la Radul Vodă de la Afumați sau Radul Vodă cel Viteaz (1522-1529), București, 1909, 12 p. in 40.
- Diaconul Coresi și familia sa, București, 1909.
- Hrisovul Țarului bulgar Io. Caliman Asen din 2 februarie 1243, București, 1910, 7 p. in 80.
- Onomastica principelui Mircea al României, București, 1910.
- Lămurire istorică.  Răspuns d-lui C. Kogălniceanu, București, 19 p. in 80.
- Portrete istorice, Domnița Florica fiica lui Mihai Vodă Viteazul și a Doamnei Stanca, București, 1912, 12 p. + II pl. in 80.
- M-rea Cutlumusul din Sf. Munte Athos, 1913.
- Petru Vodă cel Tânăr și Petru Vodă Șchiopul, București, 1915, 34 p.+II în 80.
- Documentele de la Mihai Vodă Viteazul Domnul Țării Românești, al Ardealului și al Moldovei-1600, texte originale însoțite de traduceri și adnotațiuni, București, 1916, VIII pl.+40 p. in 40.
- De cine a fost adus în țară capul lui Mihai Vodă Viteazul, București, 1919.
- Lucrare slavistică sui-generis asupra temelor vechi slavo-bisericești în u și asupra nașterii slavicului y, București, 1920, 41 p. in 160.
- Discuții filologice a numirilor slave date uneltelor de plugărie în limba română, București, 1921, 10 p. in 80 .
- Domnia lui Alexandru Vodă Aldea, fiul lui Mircea Vodă cel Bătrân 1433-1435. Hrisoave și cărți domnești însoțite de traduceri și adnotațiuni istorice, București, 1922, 48 p. in 40.
- Adevărul asupra importantelor descoperiri arheologice de la Curtea de Argeș, București, 1923, 19 p. în 80 .
- Stăpânirile lui Mihai Voievod Viteazul din Jud. Romanați.
- Despre Perperi (traducere), în „Buletinul Societății Numismatice Române”, XIX (1924) nr.49-50, p. 14-30.
- Domnia lui Neagoe Basarab Voevod 1512-1522. O danie la mânăstirea Hilenderul din Sf. Munte Athos, București, 1924, 16 p.+II pl. în 80 (extras din „Noua Revistă Bisericească”, V, nr. 13-16).
- De la întemeierea Țării Românești inscripția de pe mormântul lui „Comes Laurencius de Longo Campo” 1300. Privilegiu comercial a lui *Vladislav Voevod din 20 ianuarie 1368 cu note privitoare la descălicătorul Țării Românești Radul Negru Voevod și urmașii săi. *Biserica Domnească din Curtea de Argeș, Sfânta Muceniță Filoteia și picturile de acolo,  București, 1924, 24 p. in 80 (extras din „Noua Revistă Bisericească”, VI, nr. 7-8).
- Reforma arhivelor din Rusia (traducere din limba cehă după Vaclav Letosnic), în „Revista Arhivelor”,  I (1924-1926), nr. 1-3 p. 312-316.
- Ajutoare bănești și danii ale domnilor români către mânăstirea Sf. Filoteiu din Muntele Athos, în „Revista Arhivelor”, I (1924-1926), nr., 1-3, p. 125-130 cu o planșă.
- Sfântul Munte și importanța lui pentru România, București, 1925.
- Documente cu privire la Căimăcămia și Caimacamii Olteniei, în „Convorbiri Literare”, LXII (1929) p. 106-109.
- Documente istorice relative la comuna Cacaleți (Castra-Nova) din Județul Romanați, în „Arhivele Olteniei”, VIII (1929), p. 309-328, IX (1930) p. 4-5.
- Hrisovul lui Mihai Vodă Viteazul pentru proprietățile sale din Jud. Romanați dat în Târgoviște la 6 sept. 1598, în „Arhivele Olteniei”, X (1931), p. 126-131.
- Crucea lui Stroe vel Vistier Leurdeanul de la Mânăstirea Vieroș din 1642,  în „Revista Societății Tinerimea-Română”, XLIX (1931) p. 21-23.
- Din trecutul Țării. Importante documente istorice, București 1931.
- Însemnări pe marginea recenziilor lui P.P. Panaitescu,  în „Arhivele Olteniei”, X (1931) p. 457-464.
- Noi descoperiri arheologice la Biserica Mihai Vodă, București, 1932.
- Importanța descoperirilor arheologice de la „Castelul Doamnei Neaga” din Buda Cislău, în „Universul”, 23 februarie 1932.
- Un prețios chivot de la Neagoe Basarab Voevod din 1512-1521, în  Mănăstirea Dionisiou din Sfântul Munte Athos, București, 1933, 8 p. in 80 .
- Cartea lui Alexandru Voevod, Domnul Țării Românești, în „Arhivele Olteniei”, XII (1933), p. 83-84.
- Revoluția din 1848-1849. O medalie bătută de ruși „pentru purificarea Ungariei și a Transilvaniei 1849”, București 1934.
- Buletinul Comisiunii Monumentelor Istorice: ce este și ce ar trebui să fie; cercetări și discuții istorico arheologice, București, 1933, 32 p. in 80.
- Documente în „Arhivele Olteniei”, XIII (1934), p. 351-335.
- Recenzii istorice, București 1934, 13 p. in 160 .
- Descoperiri arheologice în Biserica Patriarhiei, București, 1935.
- Vechimea mănăstirei Snagov, în București, I (1935), p. 108-112.
- Noi descoperiri istorice române. Cercetări la Muntele Sinai și Ierusalim, București, 1935.
- Mânăstirea Simon Petra din Sfântul Munte și metohul său Mihai Vodă,  București, 1935.
- Lămurirea unei enigme istorice: Vladislav Voevod și Doamna Neaga 1488, București, 1935, 8 p. in 80.
- Cartea Divanului Craiovei, în „Arhivele Olteniei”, XIV (1935), p. 383.
- Documente cu privire la istoricul Bucureștilor, în București, p. 95-107.
- Filiațiunea lui Mihai Viteazul pe bază documentară, București 1936.
- Vechimea Bisericei Sf. Dumitru din București, București, 1936.
- Un acoperământ de porfiră și aur, dăruit mânăstirei Rila din Bulgaria, de Bogdan Voevod Domnul Țării Moldovei în 10 martie 1511, în „Artă și Arheologie”, 1935, fasc. IX-X, p. 1-5+ 3 fig.
- Izvorul legendei despre origina eroului de la Călugăreni ctitorul mânăstirei Mihai Vodă din București, București, 1936, 9 p. in 40.
- Mânăstirea Vieros din jud. Muscel, ctitoria marilor și vitejior boeri din Golești, București, 1936, 15 p. in 80 .
- Domnia lui Vlad Vintilă Vodă de la Slatina în lumina unor mari documente istorice 1532-1535, în „Arhivele Olteniei”, XV (1936), p. 1-14, 17-126, 405-406.
- Documente cu privire la istoricul Mânăstirii Radu Vodă din București, în București, II (1936), p. 129-132.
- Date noi despre filiațiunea lui Petru Vodă Șchiopul Domnul Țării Moldovei 1574-1579, 1582-1591 și tratatul comercial din 27 august 1588 încheiat cu Elisabeta Regina Angliei, București, 1937, 12 p. in 40.
- Domnia lui Radu Vodă Paisie și a fiului său Marcu Voevod, 13 iunie 1535-17 martie 1545, în „Arhivele Olteniei”, XVII (1938), p. 193-220.
- Mânăstirea Snagov și ușa de stejar cu sculpturi de sfinți în Biserica Buna Vestire, ctitoria lui Vladislav Voevod în anul 1453, în București, II (1936), p. 118-128.
- Din daniile lui Ștefan cel Mare făcute mânăstirii Zografu de la Sf. Munte Athos, București 1938, 22 p. in 80.
- Steagul bisericesc al lui Ștefan cel Mare de la Muzeul Militar Național, București, 1938, 6 p.+ 2 pl. in 80.
- Istoricul Mânăstirei Sfânta Treime (Radu Vodă) din București, București, 1939, 50 p. in 80 (extras din București, 1937, nr. 1-2).
- Un act privitor la satul Rănești (Vâlcea), în „Arhivele Olteniei”, XVIII (1939), p. 132-134.
- Câteva lămuriri necesare pentru adevăr și lumină, Craiova 1940, 15 p. in 80 (extras din „Arhivele Olteniei”, XVIII  nr.104-106).
- Istoricul orașului București, când au ajuns Bucureștii scaun de domnia al Țării Românești, București 1939, 22 p. in 80.
- Cel mai vechi hrisov al lui Mircea Vodă cel Bătrân cu privire la Mânăstirea Cozia, 27 aprilie 1386, București 1939, 12 p. in 160 .
- Hrisov privitor la Vulcomu și Subeal (Mehedinți), în „Arhivele Olteniei””, XIX (1940), p. 134-136.
- Cel mai vechi și mai frumos epitaf din anul 1396 al Mânăstirii Cozia, în „Arhiva Românească”, IV (1940) p. 281-285.
- Mânăstirea Crețești din Dolj, în „Oltenia”, II (1941), p. 1-5.
- Mateiaș Vodă fiul lui Matei Basarab Voevod 1635-1652,  Craiova 1941, 19 p. in 80.
- Cercetări arheologice. Străvechile clopote ale mânăstirilor Codmeana și Cozia din timpul lui Dan Voevod și Mircea Voevod,  Buc (f. a.), 9 p. in 160.
- Doamna Calinichia, soția lui Radu Vodă cel Înțelept, 1376-1384.
- Cum a murit Mihai Viteazul. Noi contribuțiuni cu privire la soarta osemintelor sale, București (f.a.) 12 p. +VI pl. in 80.
- Documente inedite de la Mircea cel Bătrân 1386-1418, București (f.a.), 46 p. in 40  (extras din București, nr. II).
- Păstorirea Mitropolitului Primat al Ungrovlahiei, Hariton, 1372-1381, Craiova (f.a.), 13 p. + 1 pl. in 80.